# Культура Сиккима

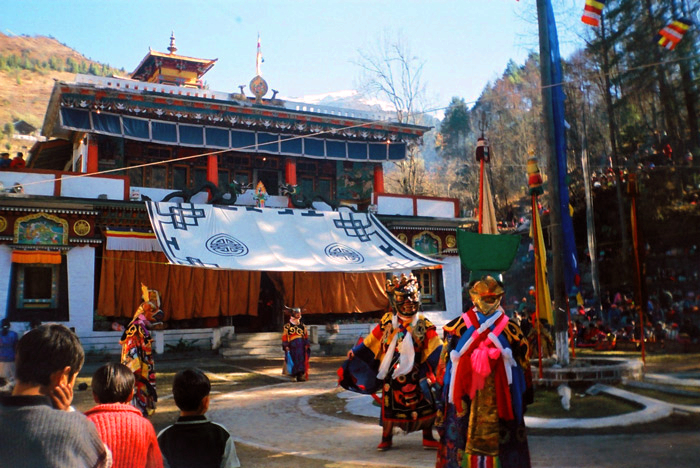
Танец Гумпа, исполняемый во время буддистского праздника Лосар в Лачунге.

Важной и неотъемлемой частью культуры Сиккима являются буддистские храмы и монастыри. В Сиккиме встречаются религиозные учреждения трёх типов. Так-пху (англ. Tak-phu) — храм, расположенный в пещере. В штате их достаточно много, но четыре из них (Лхари-ньинг-пху — англ. Lha-ri nying phu, Кадо-санг-пху, англ. Kah-do Sang phu, Пе-пху англ. Pe-phu, Дечен-пху англ. De-chhen phu) считаются особо важными, так как по традиции считается, что там медитировал Гуру Ринпоче, основатель буддизма в Сиккиме. Гомпа — собственно монастыри, комплексы, созданные для ухода от мира, содержащие храмы и религиозные школы. В Сиккиме расположены несколько десятков гомпа. Мани Лакханг — обычно небольшого размера храмы в населённых пунктах, не входящие в состав монастырей. В монастыре Румтек находится резиденция бежавшего из Тибета кармапы.

## Праздники
Население Сиккима отмечает как индуистские (Дивали, Дасара), так и буддистские (Лосар, Сага Дава, Лхахаб Дучен, Друпка Теши и Бхумчу) праздники. Во время Лосар — тибетского нового года — большинство правительственных учреждений закрываются на неделю. В последнее время в Гангтоке также отмечается Рождество, в основном, для привлечения посетителей во время перерыва в туристском сезоне.

## Танцы
Важной частью сиккимской культуры являются народные танцы. Танцы разных народов, проживающих на территории Сиккима, существенно отличаются. Часто они приурочены к определённым буддийским или индуистским праздникам. Очень характерны для буддийской культуры Сиккима танцы с масками.

## Музыка
В Сиккиме получила большое распространение рок-музыка в западном стиле. В конце 1960-х — начале 1970-х годов группы Orchids и Flickers были известны по всей Индии, после 1982 года стали популярными рок-группы Shooting Star и Soul Saviour (новый состав группы Flickers). Среди населения пользуется популярностью индийская поп-музыка, а также непальский рок, стиль, сложившийся под влиянием западной рок-музыки и использующий тексты на непальском языке.

## Кинематограф
Популярный актёр Болливуда Дэнни Дензонгпа — выходец из Сиккима, его настоящее имя Церинг Пинтцог.

## Спорт
Футбол и крикет — два наиболее популярных вида спорта в Сиккиме. Уроженец Восточного Сиккима Байчунг Бхутия является рекордсменом футбольной сборной Индии по количеству проведённых встреч и забитых мячей. Сиккимец Пем Доржи был капитаном сборной Индии по футболу. Джаслал Прадхан стал чемпионом Азиатских игр 1982 года и был неоднократным чемпионом Индии по боксу. Канченджанга и другие вершины привлекают альпинистов. Сонам Гьятцо — самый титулованный сиккимский альпинист, поднимавшийся на вершины Джомолунгмы, Канченджанги и одной из вершин Аннапурны, организатор экспедиций.

## Кухня
Сиккимская кухня происходит из традиций народов, населяющих Сикким — непальцев, бхутия и лепча. Она имеет много общего с тибетской кухней, в частности, в ней преобладают блюда на основе лапши, такие как тхукпа (суп из лапши), чоумеин, тхантхук, фактху и гьятхук. Момо — мясные или овощные пельмени, приготовленные на пару — очень популярное блюдо. Чхурпи — молочное блюдо, аналог творога. К традиционным безалкогольным напиткам относятся мохи (слабокислое молоко) и дахи (молочный продукт). Традиционные алкогольные напитки — аналог пива, джаанр, изготовляемый из различных злаков, в том числе риса, и вино ракси. Алкоголь относительно дешёв, что связано с низкими налогами, поэтому широко потребляются пиво, виски, ром и бренди. В Сиккиме самый высокий уровень алкоголизма среди всех штатов Индии.

## Архитектура
Большинство домов в долинах и равнинных областях Сиккима сделаны из бамбука и обложены кизяком, что обеспечивает сохранение тепла, в горах — из дерева.